# Centrolene
Centrolene là một chi động vật lưỡng cư trong họ Centrolenidae, thuộc bộ Anura. Chi này có 44 loài và 43% bị đe dọa hoặc tuyệt chủng.

## Loài
Đến tháng 6 năm 2013, chi này có 37 loài.
- Centrolene acanthidiocephalum (Ruiz-Carranza and Lynch, 1989)
- Centrolene altitudinalis (Rivero, 1968)
- Centrolene antioquiensis (Noble, 1920)
- Centrolene ballux (Duellman and Burrowes, 1989)
- Centrolene buckleyi (Boulenger, 1882)
- Centrolene camposi Cisneros-Heredia et al., 2023
- Centrolene charapita Twomey, Delia, and Castroviejo-Fisher, 2014
- Centrolene condor Cisneros-Heredia and Morales-Mite, 2008
- Centrolene daidalea (Ruiz-Carranza and Lynch, 1991)
- Centrolene ericsmithi Cisneros-Heredia et al., 2023
- Centrolene geckoidea Jiménez de la Espada, 1872
- Centrolene heloderma (Duellman, 1981)
- Centrolene hesperia (Cadle and McDiarmid, 1990)
- Centrolene huilensis Ruiz-Carranza and Lynch, 1995
- Centrolene hybrida Ruiz-Carranza and Lynch, 1991
- Centrolene kutuku Ron et al., 2024[2]
- Centrolene lemniscata Duellman and Schulte, 1993
- Centrolene lynchi (Duellman, 1980)
- Centrolene muelleri Duellman and Schulte, 1993
- Centrolene notosticta Ruiz-Carranza and Lynch, 1991
- Centrolene paezorum Ruiz-Carranza, Hernández-Camacho, and Ardila-Robayo, 1986
- Centrolene peristicta (Lynch and Duellman, 1973)
- Centrolene pipilata (Lynch and Duellman, 1973)
- Centrolene sabini Catenazzi, Von May, Lehr, Gagliardi-Urrutia, and Guayasamin, 2012
- Centrolene sanchezi Ruiz-Carranza and Lynch, 1991
- Centrolene savagei (Ruiz-Carranza and Lynch, 1991)
- Centrolene solitaria (Ruiz-Carranza and Lynch, 1991)
- Centrolene venezuelensis (Rivero, 1968)
- Centrolene zarza Székely et al., 2023
- Centrolene elisae Franco-Mena, Vega-Yánez, Reyes-Puig & Guayasamin, 2024
- Centrolene marcoreyesi Franco-Mena, Székely, Culebras, Batallas-Revelo, Pablo Reyes-Puig & Guayasamin, 2024

## Hình ảnh

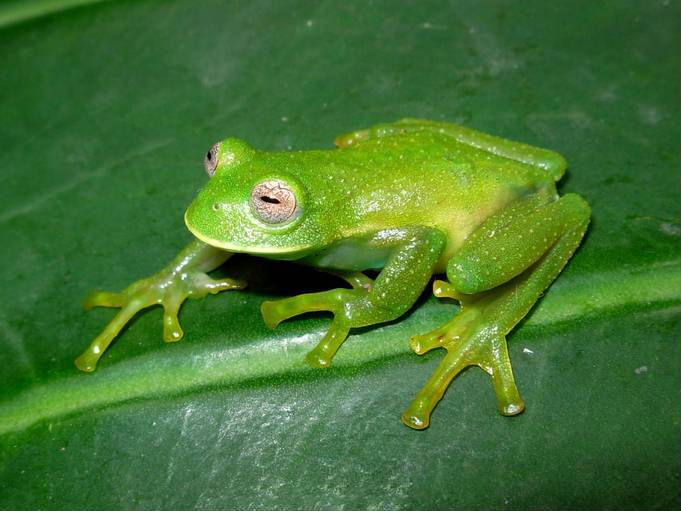

- Tập tin:Tập